# Ержанов, Накып
Накып Ержанов, другой вариант имени — Накип (1887 год, село Талап — 1962 год) — старший табунщик колхоза «Талап» Яны-Курганского района Кзыл-Ординской области, Казахская ССР. Герой Социалистического Труда (1948).

## Биография
Родился в 1887 году в селе Талап в бедной казахской семье. В 1930 году вступил в местный колхоз. С 1937 года — заведующий коневодческой фермой, старший табунщик. В годы Великой Отечественной войны колхоз отправил на фронт несколько сотен лошадей.
После войны трудился старшим табунщиком. В 1946 году вырастил 50 жеребят от 50 кобыл, в 1947 году — 60 жеребят от 60 кобыл и в 1948 году получил 80 жеребят от 80 кобыл. В 1948 году удостоен звания Героя Социалистического Труда «за получение высокой продуктивности животноводства в 1947 году при выполнении колхозом обязательных поставок сельскохозяйственных продуктов и плана развития животноводства».
Скончался в 1962 году.
Награды
- Герой Социалистического Труда — указом Президиума Верховного Совета СССР от 23 июля 1948 года
- орден Ленина